# Hokej na lodzie na Zimowych Igrzyskach Olimpijskich Młodzieży 2020 - turniej 3x3 dziewcząt
Hokej na lodzie na Zimowych Igrzyskach Olimpijskich Młodzieży 2020 - turniej 3x3 dziewcząt rozgrywany był od 10 do 15 stycznia 2020. Mecze odbywały się w hali Vaudoise Aréna.
Tytuł wywalczyła drużyna żółta, która w finale pokonała drużynę czarną 6:1.

## Drużyny
| Numer | Pozycja | Drużyna Czarna          | Drużyna Niebieska     | Drużyna Brązowa            | Drużyna Zielona   |
| ----- | ------- | ----------------------- | --------------------- | -------------------------- | ----------------- |
| 2     | P       | Angelina Hurschler      | Sidre Özer            | Arwen Nylaander            | Melanie Hernandez |
| 3     | P       | Courtney Mahoney        | Valerie Christmann    | Julia Termens              | Annie Sommer      |
| 4     | P       | Zhang Xinyue            | Anna Kot              | Nausikäa Clement           | Huang Chun-lin    |
| 5     | P       | Chang En-ni             | Maria Runiewska       | Ximena González            | Delfina Fattore   |
| 6     | P       | Alicja Mota             | Mirren Foy            | Riko Matsumoto             | Chanel Hofverberg |
| 7     | P       | Nikola Janeková         | Zuzana Dobiašová      | Roos Karst                 | Emma Donovalová   |
| 8     | P       | Amy Robery              | Jana Kraszeninina     | Celine Mayer               | Agata Muraro      |
| 9     | P       | Daria Pietrowa          | Maya Stober           |                            | Ruka Kiyokawa     |
| 10    | P       | Kimberly Collard        | Regina Metzler        | Barbora Bartáková          | Jessie Taylor     |
| 11    | P       | Luca Márton             | Karolina Hengelmüller |                            | Lisa Schröfl      |
| 12    | P       | Reina Sato              | Nikki Sharp           | Tallulah Bryant            | Kang Si-hyun      |
| 20    | P       |                         |                       | Alicja Sowa                |                   |
| 21    | P       | Marja Linzbichler       |                       |                            |                   |
| 30    | BR      | Emilia Kyrkkö           | Yuna Kusama           | Ivana Latková              | Barbora Dalecká   |
| 31    | BR      | Carlotta Regine         | Aya Juhl Petersen     | Daniella Lauritzen Pizarro | Fruzsina Szabó    |
| Numer | Pozycja | Drużyna Szara           | Drużyna Pomarańczowa  | Drużyna Czerwona           | Drużyna Żółta     |
| 2     | P       | Siria Dore              | Polina Łubienec       | Sonia David                | Anke Steeno       |
| 3     | P       | Valentina Vrhoci        | Wang Meihe            | Valeria Ansoleaga          | Eva Aizpurua      |
| 4     | P       | Lina Meijer             | Sanne Claessens       | Kao Wei-ting               | Ludmilla Bourcet  |
| 5     | P       | Emilia Munteanu         | Saskia Rohregger      | Nie Xinrui                 | Elisa Innocenti   |
| 6     | P       | Ilary Larese De Pasqua  | Isabel Walberg        | Abby Rowbotham             | Katya Blong       |
| 7     | P       | Zhang Shuqi             | Molly Lukowiak        | Zoé Mächler                | Iris van Houten   |
| 8     | P       | Markéta Mazancová       | Yoo Seo-young         | Mila Lutteral              | Zuzana Trnková    |
| 9     | P       | Jekaterina Dawlietszina | Nadia Sancha          | Barbora Kapičáková         | Luisa Wilson      |
| 10    | P       | Ebony Brunt             | Sena Hasegawa         | Alina Ichajewa             | Shin Seo-yoon     |
| 11    | P       | Lee Eun-ji              | Dóra Véghelyi         | Bea Storesund              | Leonie Böttcher   |
| 12    | P       | Dorottya Gengeliczky    | Emma Hofbauer         | Andrea Trnková             | Nora Pollestad    |
| 30    | BR      | Sofie van Dueren        | Julia Wołkowa         | Felicity Luby              | Nubya Aeschlimann |
| 31    | BR      | Jelizawieta Stadnika    | Kristina Czernowa     | Anita Origlio              | Magdalena Luggin  |

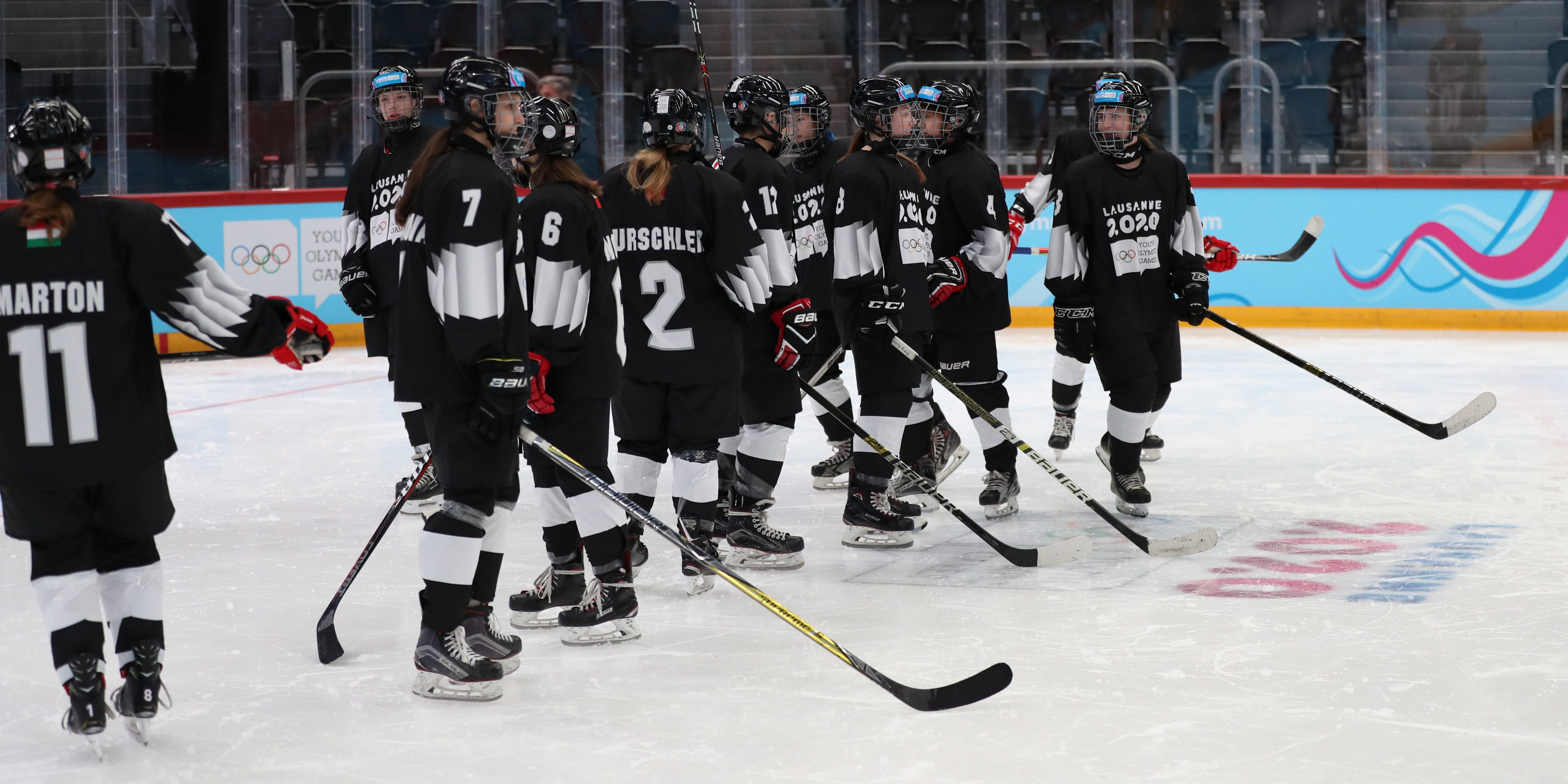
Drużyna Czarna
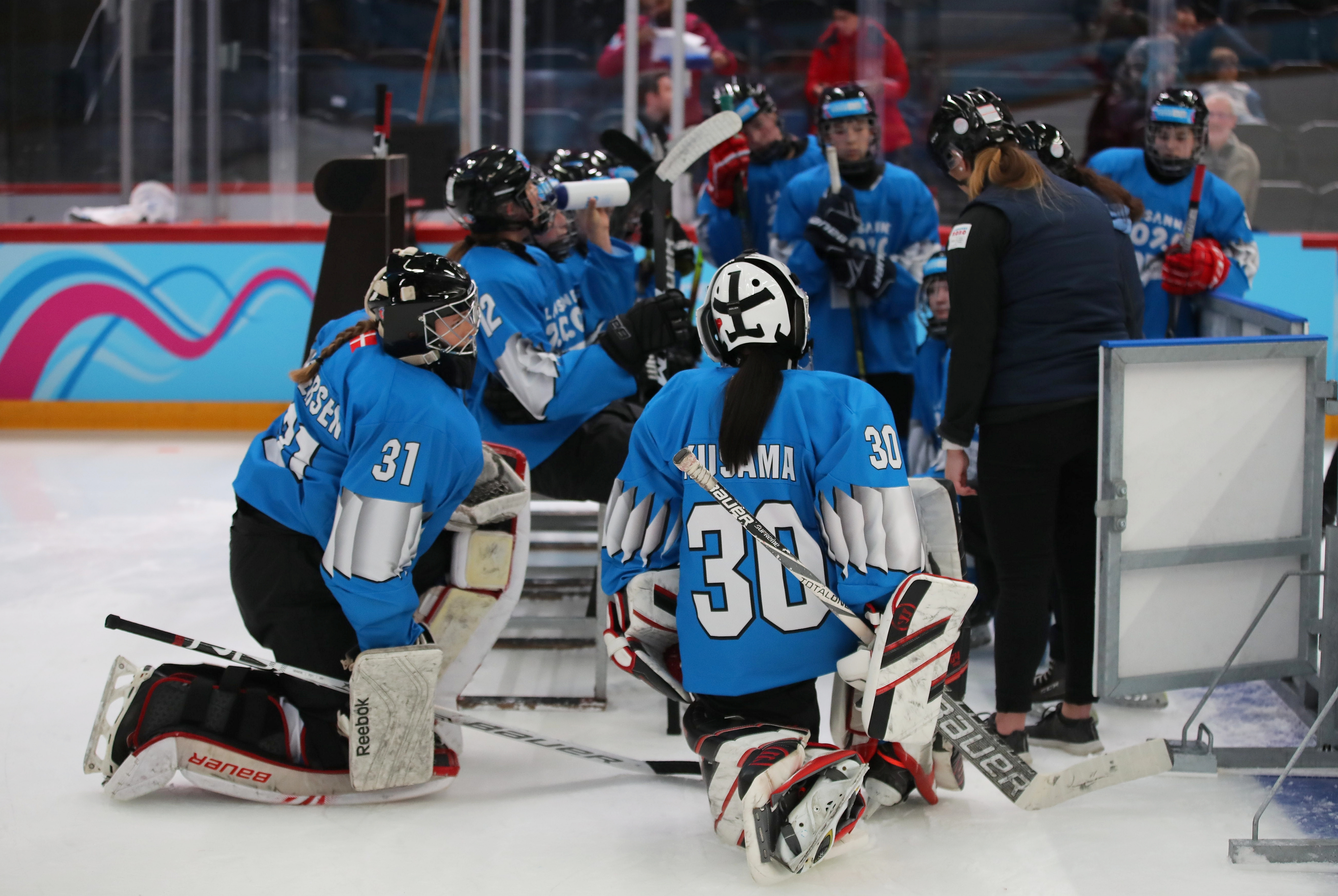
Drużyna Niebieska
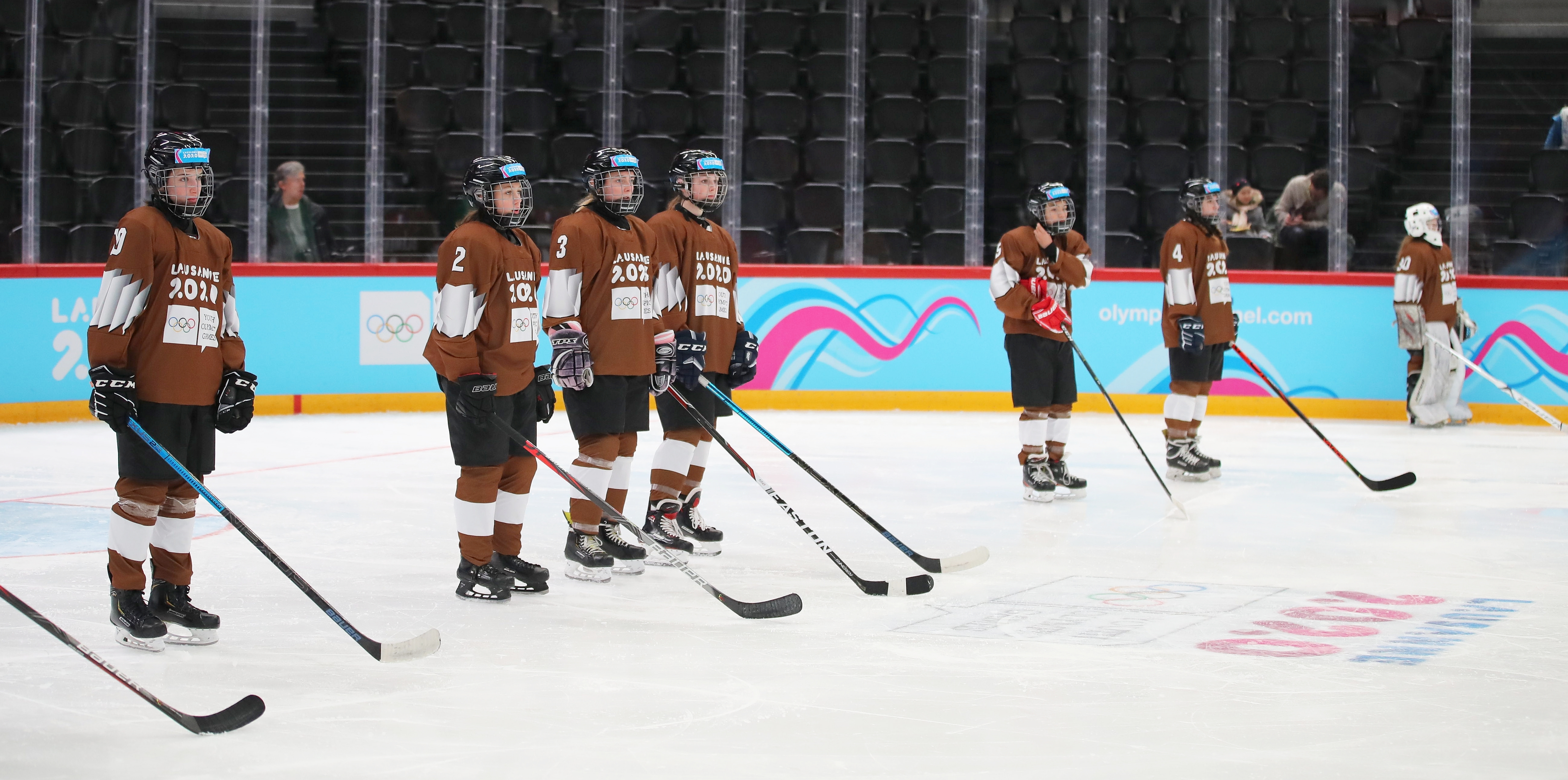
Drużyna Brązowa
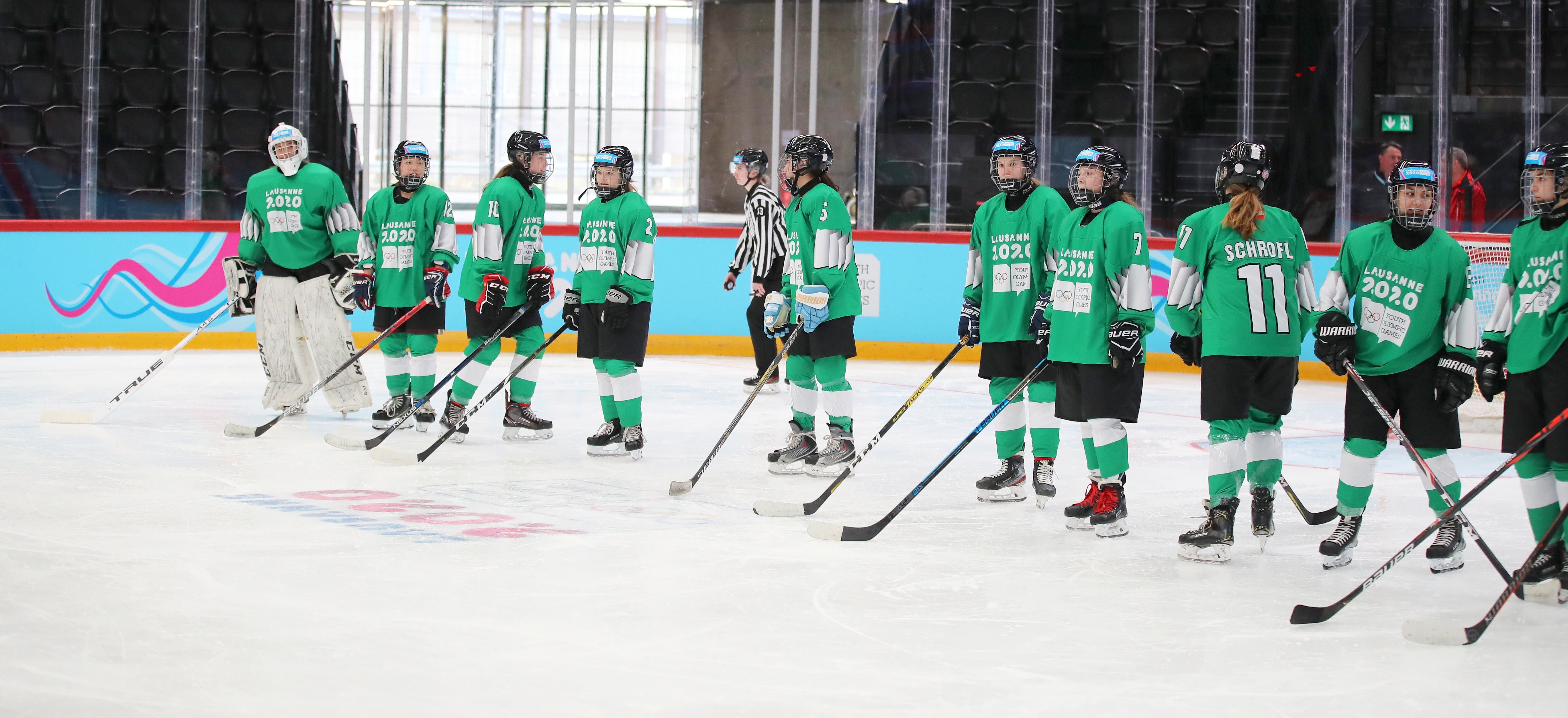
Drużyna Zielona
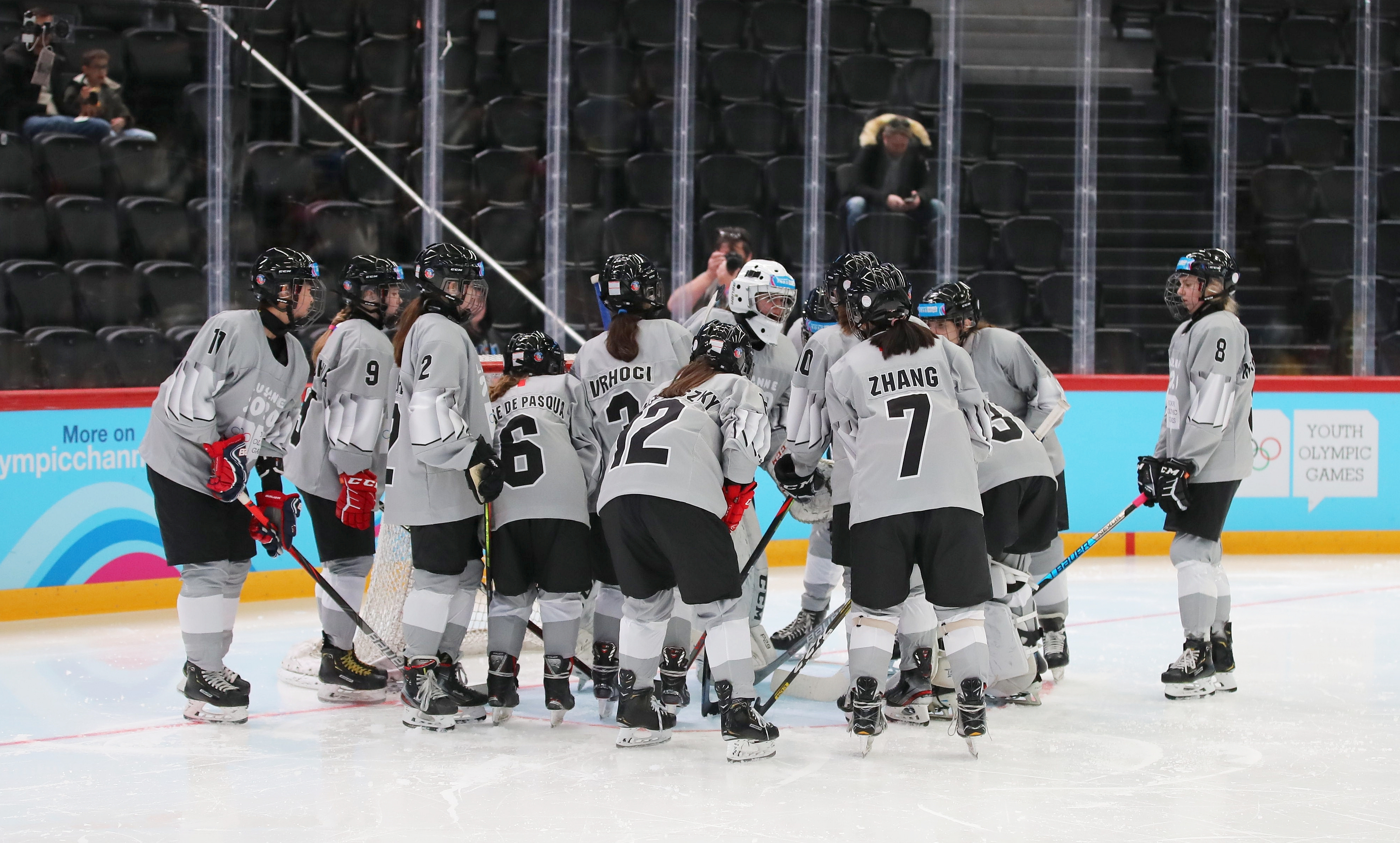
Drużyna Szara
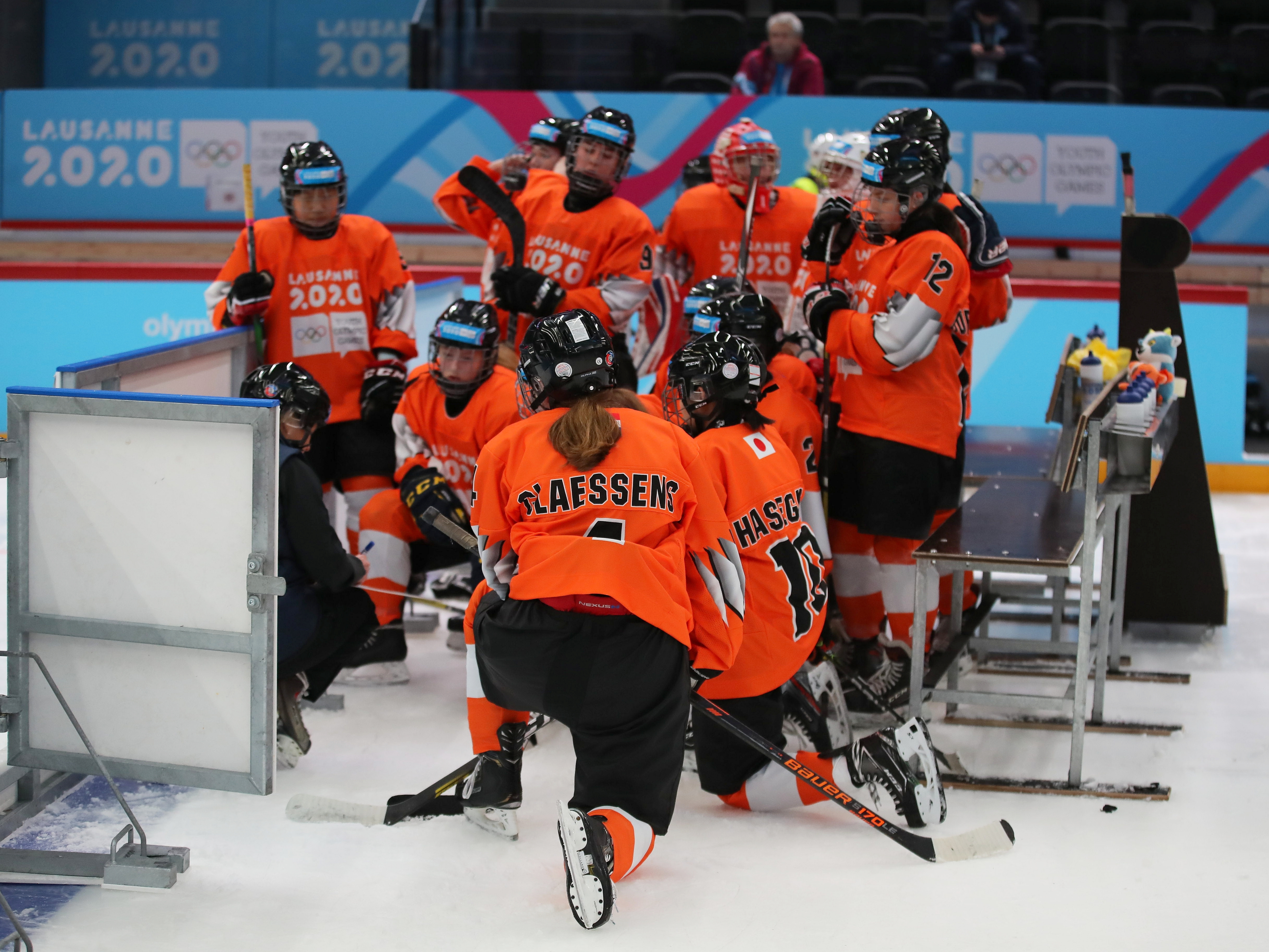
Drużyna Pomarańczowa
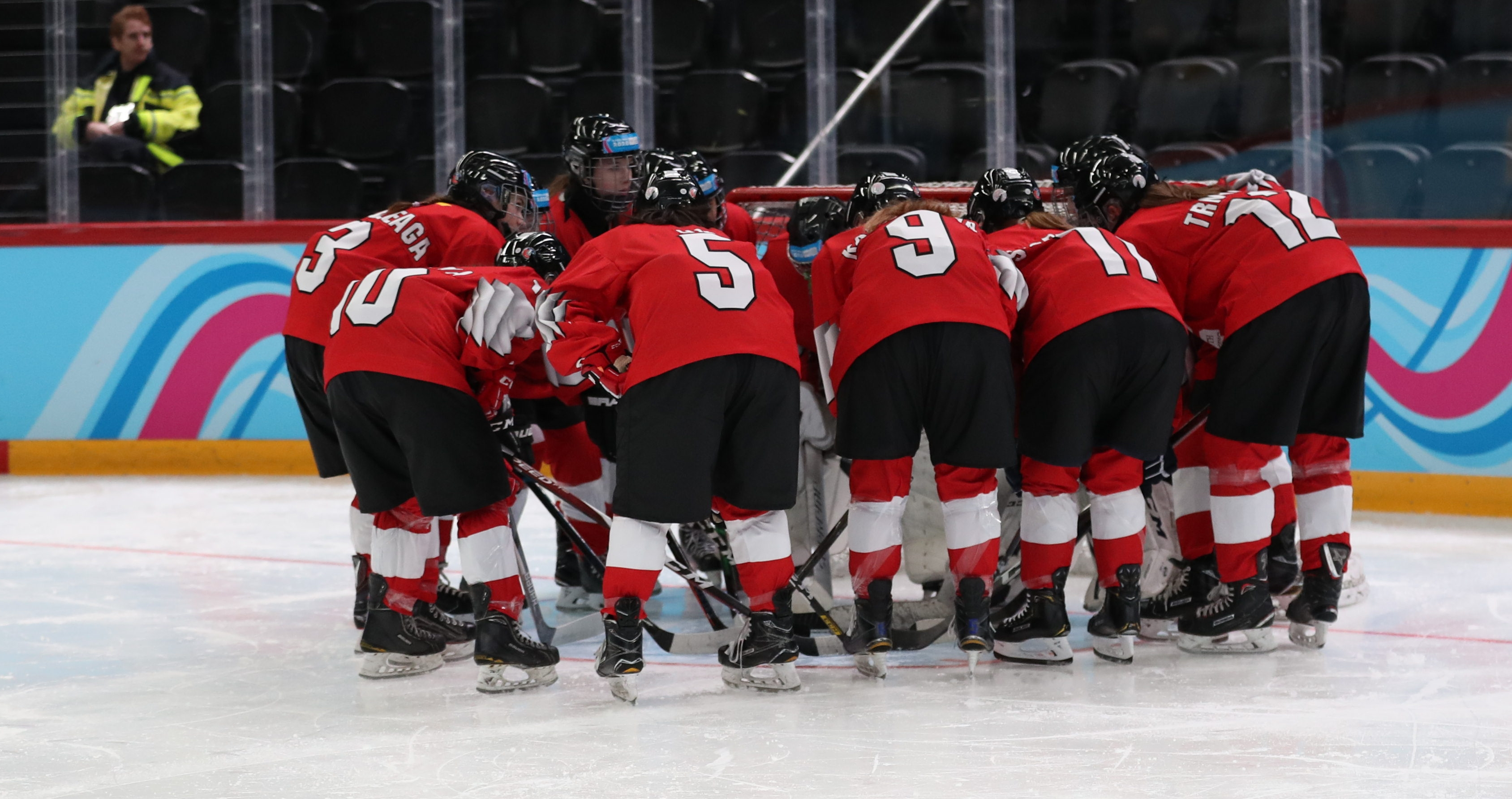
Drużyna Czerwona
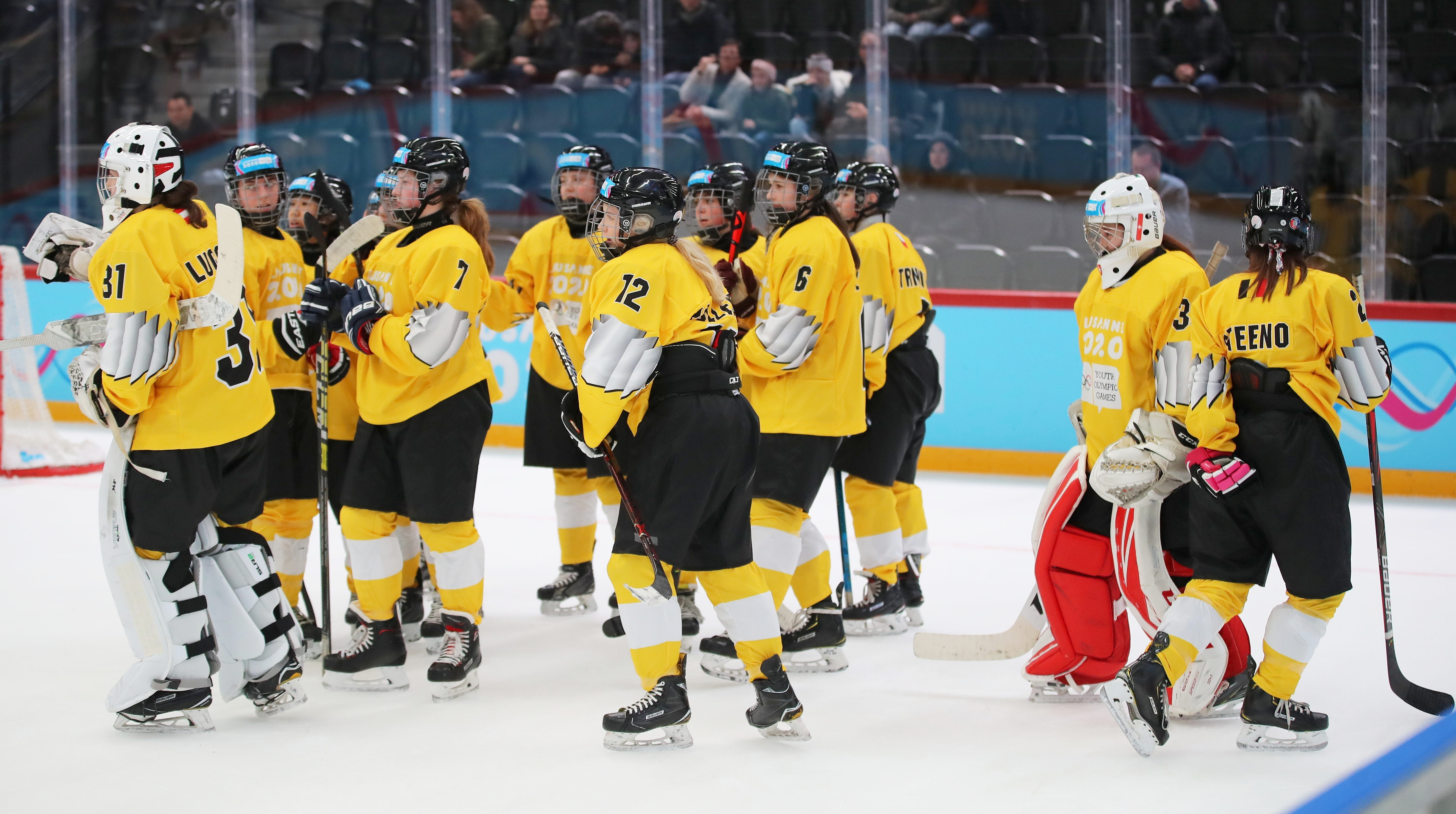
Drużyna Żółta

## Faza grupowa
Tabela
| Lp. | Zespół               | M | Pkt | Z | Zd | Pd | P | G+ | G- | +/− |
| --- | -------------------- | - | --- | - | -- | -- | - | -- | -- | --- |
| 1   | Drużyna Czarna       | 7 | 18  | 6 | 0  | 0  | 1 | 44 | 30 | +14 |
| 2   | Drużyna Niebieska    | 7 | 15  | 4 | 1  | 1  | 1 | 43 | 35 | +8  |
| 3   | Drużyna Żółta        | 7 | 12  | 4 | 0  | 0  | 3 | 52 | 42 | +10 |
| 4   | Drużyna Brązowa      | 7 | 10  | 3 | 0  | 1  | 3 | 50 | 46 | +4  |
| 5   | Drużyna Zielona      | 7 | 9   | 3 | 0  | 0  | 4 | 40 | 49 | -9  |
| 6   | Drużyna Szara        | 7 | 9   | 3 | 0  | 0  | 4 | 44 | 52 | -8  |
| 7   | Drużyna Czerwona     | 7 | 8   | 2 | 1  | 0  | 4 | 44 | 44 | 0   |
| 8   | Drużyna Pomarańczowa | 7 | 3   | 1 | 0  | 0  | 6 | 32 | 51 | -19 |

    = awans do półfinałów
Wyniki
| 10 stycznia 2020 | Drużyna Żółta | 12:4 | Drużyna Zielona | Vaudoise Aréna, Lozanna |

| Szczegóły      | Szczegóły  | Szczegóły       | Szczegóły  | Szczegóły                                    |
| -------------- | ---------- | --------------- | ---------- | -------------------------------------------- |
| Godzina: 19:10 |            | (6:2, 2:0, 4:2) |            | Sędzia główny: Cianna Lieffers Hollie Neenan |
| Godzina: 19:10 | 7 min. kar |                 | 8 min. kar | Sędzia główny: Cianna Lieffers Hollie Neenan |

| 10 stycznia 2020 | Drużyna Brązowa | 6:7 | Drużyna Czarna | Vaudoise Aréna, Lozanna |

| Szczegóły      | Szczegóły  | Szczegóły       | Szczegóły  | Szczegóły                                      |
| -------------- | ---------- | --------------- | ---------- | ---------------------------------------------- |
| Godzina: 19:10 |            | (1:3, 3:3, 2:1) |            | Sędzia główny: Jessica Chartrand Melissa Doyle |
| Godzina: 19:10 | 2 min. kar |                 | 2 min. kar | Sędzia główny: Jessica Chartrand Melissa Doyle |

| 10 stycznia 2020 | Drużyna Czerwona | 4:6 | Drużyna Pomarańczowa | Vaudoise Aréna, Lozanna |

| Szczegóły      | Szczegóły  | Szczegóły       | Szczegóły  | Szczegóły                                  |
| -------------- | ---------- | --------------- | ---------- | ------------------------------------------ |
| Godzina: 20:40 |            | (3:2, 1:3, 0:1) |            | Sędzia główny: Hollie Neenan Hanna Persson |
| Godzina: 20:40 | 6 min. kar |                 | 2 min. kar | Sędzia główny: Hollie Neenan Hanna Persson |

| 10 stycznia 2020 | Drużyna Szara | 7:9 | Drużyna Niebieska | Vaudoise Aréna, Lozanna |

| Szczegóły      | Szczegóły  | Szczegóły       | Szczegóły  | Szczegóły                                    |
| -------------- | ---------- | --------------- | ---------- | -------------------------------------------- |
| Godzina: 20:40 |            | (3:1, 2:5, 2:3) |            | Sędzia główny: Melissa Doyle Cianna Lieffers |
| Godzina: 20:40 | 4 min. kar |                 | 5 min. kar | Sędzia główny: Melissa Doyle Cianna Lieffers |

| 11 stycznia 2020 | Drużyna Żółta | 11:5 | Drużyna Szara | Vaudoise Aréna, Lozanna |

| Szczegóły      | Szczegóły  | Szczegóły       | Szczegóły  | Szczegóły                                  |
| -------------- | ---------- | --------------- | ---------- | ------------------------------------------ |
| Godzina: 12:00 |            | (5:1, 4:0, 2:4) |            | Sędzia główny: Melissa Doyle Hanna Persson |
| Godzina: 12:00 | 3 min. kar |                 | 2 min. kar | Sędzia główny: Melissa Doyle Hanna Persson |

| 11 stycznia 2020 | Drużyna Czarna | 5:4 | Drużyna Czerwona | Vaudoise Aréna, Lozanna |

| Szczegóły      | Szczegóły  | Szczegóły       | Szczegóły  | Szczegóły                                        |
| -------------- | ---------- | --------------- | ---------- | ------------------------------------------------ |
| Godzina: 12:00 |            | (2:2, 1:2, 2:0) |            | Sędzia główny: Jessica Chartrand Cianna Lieffers |
| Godzina: 12:00 | 3 min. kar |                 | 4 min. kar | Sędzia główny: Jessica Chartrand Cianna Lieffers |

| 11 stycznia 2020 | Drużyna Zielona | 4:6 | Drużyna Brązowa | Vaudoise Aréna, Lozanna |

| Szczegóły      | Szczegóły  | Szczegóły       | Szczegóły  | Szczegóły                                      |
| -------------- | ---------- | --------------- | ---------- | ---------------------------------------------- |
| Godzina: 13:30 |            | (0:1, 3:1, 1:4) |            | Sędzia główny: Jessica Chartrand Hollie Neenan |
| Godzina: 13:30 | 6 min. kar |                 | 3 min. kar | Sędzia główny: Jessica Chartrand Hollie Neenan |

| 11 stycznia 2020 | Drużyna Niebieska | 7:4 | Drużyna Pomarańczowa | Vaudoise Aréna, Lozanna |

| Szczegóły      | Szczegóły  | Szczegóły       | Szczegóły  | Szczegóły                                    |
| -------------- | ---------- | --------------- | ---------- | -------------------------------------------- |
| Godzina: 13:30 |            | (4:2, 2:1, 1:1) |            | Sędzia główny: Cianna Lieffers Hanna Persson |
| Godzina: 13:30 | 4 min. kar |                 | 1 min. kar | Sędzia główny: Cianna Lieffers Hanna Persson |

| 11 stycznia 2020 | Drużyna Niebieska | 8:4 | Drużyna Czarna | Vaudoise Aréna, Lozanna |

| Szczegóły      | Szczegóły  | Szczegóły       | Szczegóły  | Szczegóły                                    |
| -------------- | ---------- | --------------- | ---------- | -------------------------------------------- |
| Godzina: 19:00 |            | (3:1, 3:2, 2:1) |            | Sędzia główny: Melissa Doyle Cianna Lieffers |
| Godzina: 19:00 | 3 min. kar |                 | 4 min. kar | Sędzia główny: Melissa Doyle Cianna Lieffers |

| 11 stycznia 2020 | Drużyna Żółta | 8:3 | Drużyna Pomarańczowa | Vaudoise Aréna, Lozanna |

| Szczegóły      | Szczegóły  | Szczegóły       | Szczegóły  | Szczegóły                                      |
| -------------- | ---------- | --------------- | ---------- | ---------------------------------------------- |
| Godzina: 19:15 |            | (1:0, 3:3, 4:0) |            | Sędzia główny: Jessica Chartrand Hollie Neenan |
| Godzina: 19:15 | 7 min. kar |                 | 3 min. kar | Sędzia główny: Jessica Chartrand Hollie Neenan |

| 11 stycznia 2020 | Drużyna Czerwona | 7:9 | Drużyna Zielona | Vaudoise Aréna, Lozanna |

| Szczegóły      | Szczegóły  | Szczegóły       | Szczegóły  | Szczegóły                                    |
| -------------- | ---------- | --------------- | ---------- | -------------------------------------------- |
| Godzina: 20:45 |            | (2:1, 4:2, 1:6) |            | Sędzia główny: Cianna Lieffers Melissa Doyle |
| Godzina: 20:45 | 4 min. kar |                 | 4 min. kar | Sędzia główny: Cianna Lieffers Melissa Doyle |

| 11 stycznia 2020 | Drużyna Brązowa | 7:9 | Drużyna Szara | Vaudoise Aréna, Lozanna |

| Szczegóły      | Szczegóły  | Szczegóły       | Szczegóły  | Szczegóły                                  |
| -------------- | ---------- | --------------- | ---------- | ------------------------------------------ |
| Godzina: 20:45 |            | (1:3, 5:3, 1:3) |            | Sędzia główny: Hollie Neenan Hanna Persson |
| Godzina: 20:45 | 6 min. kar |                 | 3 min. kar | Sędzia główny: Hollie Neenan Hanna Persson |

| 12 stycznia 2020 | Drużyna Pomarańczowa | 4:10 | Drużyna Brązowa | Vaudoise Aréna, Lozanna |

| Szczegóły      | Szczegóły  | Szczegóły       | Szczegóły  | Szczegóły                                      |
| -------------- | ---------- | --------------- | ---------- | ---------------------------------------------- |
| Godzina: 12:00 |            | (3:1, 0:6, 1:3) |            | Sędzia główny: Jessica Chartrand Melissa Doyle |
| Godzina: 12:00 | 6 min. kar |                 | 4 min. kar | Sędzia główny: Jessica Chartrand Melissa Doyle |

| 12 stycznia 2020 | Drużyna Zielona | 3:5 | Drużyna Niebieska | Vaudoise Aréna, Lozanna |

| Szczegóły      | Szczegóły  | Szczegóły       | Szczegóły  | Szczegóły                                  |
| -------------- | ---------- | --------------- | ---------- | ------------------------------------------ |
| Godzina: 12:00 |            | (0:2, 0:1, 3:2) |            | Sędzia główny: Hollie Neenan Hanna Persson |
| Godzina: 12:00 | 4 min. kar |                 | 3 min. kar | Sędzia główny: Hollie Neenan Hanna Persson |

| 12 stycznia 2020 | Drużyna Czarna | 7:2 | Drużyna Żółta | Vaudoise Aréna, Lozanna |

| Szczegóły      | Szczegóły  | Szczegóły       | Szczegóły  | Szczegóły                                    |
| -------------- | ---------- | --------------- | ---------- | -------------------------------------------- |
| Godzina: 13:30 |            | (3:0, 2:1, 2:1) |            | Sędzia główny: Cianna Lieffers Hanna Persson |
| Godzina: 13:30 | 1 min. kar |                 | 7 min. kar | Sędzia główny: Cianna Lieffers Hanna Persson |

| 12 stycznia 2020 | Drużyna Czerwona | 5:8 | Drużyna Szara | Vaudoise Aréna, Lozanna |

| Szczegóły      | Szczegóły  | Szczegóły       | Szczegóły  | Szczegóły                                      |
| -------------- | ---------- | --------------- | ---------- | ---------------------------------------------- |
| Godzina: 13:30 |            | (1:4, 2:2, 2:2) |            | Sędzia główny: Jessica Chartrand Hollie Neenan |
| Godzina: 13:30 | 7 min. kar |                 | 5 min. kar | Sędzia główny: Jessica Chartrand Hollie Neenan |

| 12 stycznia 2020 | Drużyna Czerwona | 11:7 | Drużyna Brązowa | Vaudoise Aréna, Lozanna |

| Szczegóły      | Szczegóły  | Szczegóły       | Szczegóły  | Szczegóły                                    |
| -------------- | ---------- | --------------- | ---------- | -------------------------------------------- |
| Godzina: 19:00 |            | (3:1, 4:2, 4:4) |            | Sędzia główny: Cianna Lieffers Hanna Persson |
| Godzina: 19:00 | 8 min. kar |                 | 5 min. kar | Sędzia główny: Cianna Lieffers Hanna Persson |

| 12 stycznia 2020 | Drużyna Szara | 4:9 | Drużyna Zielona | Vaudoise Aréna, Lozanna |

| Szczegóły      | Szczegóły  | Szczegóły       | Szczegóły  | Szczegóły                                      |
| -------------- | ---------- | --------------- | ---------- | ---------------------------------------------- |
| Godzina: 19:00 |            | (3:2, 1:4, 0:3) |            | Sędzia główny: Jessica Chartrand Melissa Doyle |
| Godzina: 19:00 | 4 min. kar |                 | 5 min. kar | Sędzia główny: Jessica Chartrand Melissa Doyle |

| 12 stycznia 2020 | Drużyna Czarna | 7:3 | Drużyna Pomarańczowa | Vaudoise Aréna, Lozanna |

| Szczegóły      | Szczegóły  | Szczegóły       | Szczegóły  | Szczegóły                                    |
| -------------- | ---------- | --------------- | ---------- | -------------------------------------------- |
| Godzina: 20:30 |            | (4:1, 1:0, 2:2) |            | Sędzia główny: Cianna Lieffers Hollie Neenan |
| Godzina: 20:30 | 5 min. kar |                 | 7 min. kar | Sędzia główny: Cianna Lieffers Hollie Neenan |

| 12 stycznia 2020 | Drużyna Niebieska | 5:8 | Drużyna Żółta | Vaudoise Aréna, Lozanna |

| Szczegóły      | Szczegóły  | Szczegóły       | Szczegóły  | Szczegóły                                  |
| -------------- | ---------- | --------------- | ---------- | ------------------------------------------ |
| Godzina: 20:30 |            | (0:5, 4:2, 1:1) |            | Sędzia główny: Melissa Doyle Hanna Persson |
| Godzina: 20:30 | 1 min. kar |                 | 0 min. kar | Sędzia główny: Melissa Doyle Hanna Persson |

| 13 stycznia 2020 | Drużyna Szara | 3:5 | Drużyna Czarna | Vaudoise Aréna, Lozanna |

| Szczegóły      | Szczegóły  | Szczegóły       | Szczegóły  | Szczegóły                                      |
| -------------- | ---------- | --------------- | ---------- | ---------------------------------------------- |
| Godzina: 12:00 |            | (2:3, 1:2, 0:0) |            | Sędzia główny: Jessica Chartrand Hollie Neenan |
| Godzina: 12:00 | 7 min. kar |                 | 9 min. kar | Sędzia główny: Jessica Chartrand Hollie Neenan |

| 13 stycznia 2020 | Drużyna Żółta | 5:8 | Drużyna Czerwona | Vaudoise Aréna, Lozanna |

| Szczegóły      | Szczegóły  | Szczegóły       | Szczegóły  | Szczegóły                                  |
| -------------- | ---------- | --------------- | ---------- | ------------------------------------------ |
| Godzina: 12:00 |            | (2:3, 1:3, 2:2) |            | Sędzia główny: Melissa Doyle Hanna Persson |
| Godzina: 12:00 | 5 min. kar |                 | 6 min. kar | Sędzia główny: Melissa Doyle Hanna Persson |

| 13 stycznia 2020 | Drużyna Brązowa | 4:5 pk. | Drużyna Niebieska | Vaudoise Aréna, Lozanna |

| Szczegóły      | Szczegóły  | Szczegóły            | Szczegóły  | Szczegóły                                      |
| -------------- | ---------- | -------------------- | ---------- | ---------------------------------------------- |
| Godzina: 13:30 |            | (2:0, 1:0, 1:4, 0:1) |            | Sędzia główny: Jessica Chartrand Hollie Neenan |
| Godzina: 13:30 | 6 min. kar |                      | 7 min. kar | Sędzia główny: Jessica Chartrand Hollie Neenan |

| 13 stycznia 2020 | Drużyna Pomarańczowa | 6:7 | Drużyna Zielona | Vaudoise Aréna, Lozanna |

| Szczegóły      | Szczegóły  | Szczegóły       | Szczegóły  | Szczegóły                                    |
| -------------- | ---------- | --------------- | ---------- | -------------------------------------------- |
| Godzina: 13:30 |            | (3:2, 1:2, 2:3) |            | Sędzia główny: Melissa Doyle Cianna Lieffers |
| Godzina: 13:30 | 4 min. kar |                 | 9 min. kar | Sędzia główny: Melissa Doyle Cianna Lieffers |

| 13 stycznia 2020 | Drużyna Niebieska | 4:5 pk. | Drużyna Czerwona | Vaudoise Aréna, Lozanna |

| Szczegóły      | Szczegóły  | Szczegóły            | Szczegóły   | Szczegóły                                      |
| -------------- | ---------- | -------------------- | ----------- | ---------------------------------------------- |
| Godzina: 19:00 |            | (1:1, 0:0, 3:3, 0:1) |             | Sędzia główny: Jessica Chartrand Melissa Doyle |
| Godzina: 19:00 | 7 min. kar |                      | 14 min. kar | Sędzia główny: Jessica Chartrand Melissa Doyle |

| 13 stycznia 2020 | Drużyna Pomarańczowa | 6:8 | Drużyna Szara | Vaudoise Aréna, Lozanna |

| Szczegóły      | Szczegóły  | Szczegóły       | Szczegóły  | Szczegóły                                    |
| -------------- | ---------- | --------------- | ---------- | -------------------------------------------- |
| Godzina: 19:00 |            | (3:2, 3:3, 0:3) |            | Sędzia główny: Cianna Lieffers Hanna Persson |
| Godzina: 19:00 | 6 min. kar |                 | 4 min. kar | Sędzia główny: Cianna Lieffers Hanna Persson |

| 13 stycznia 2020 | Drużyna Zielona | 4:9 | Drużyna Czarna | Vaudoise Aréna, Lozanna |

| Szczegóły      | Szczegóły  | Szczegóły       | Szczegóły  | Szczegóły                                      |
| -------------- | ---------- | --------------- | ---------- | ---------------------------------------------- |
| Godzina: 20:30 |            | (3:3, 1:5, 0:1) |            | Sędzia główny: Jessica Chartrand Hanna Persson |
| Godzina: 20:30 | 5 min. kar |                 | 2 min. kar | Sędzia główny: Jessica Chartrand Hanna Persson |

| 13 stycznia 2020 | Drużyna Brązowa | 10:6 | Drużyna Żółta | Vaudoise Aréna, Lozanna |

| Szczegóły      | Szczegóły  | Szczegóły       | Szczegóły  | Szczegóły                                    |
| -------------- | ---------- | --------------- | ---------- | -------------------------------------------- |
| Godzina: 20:30 |            | (4:1, 4:3, 2:2) |            | Sędzia główny: Cianna Lieffers Hollie Neenan |
| Godzina: 20:30 | 7 min. kar |                 | 9 min. kar | Sędzia główny: Cianna Lieffers Hollie Neenan |

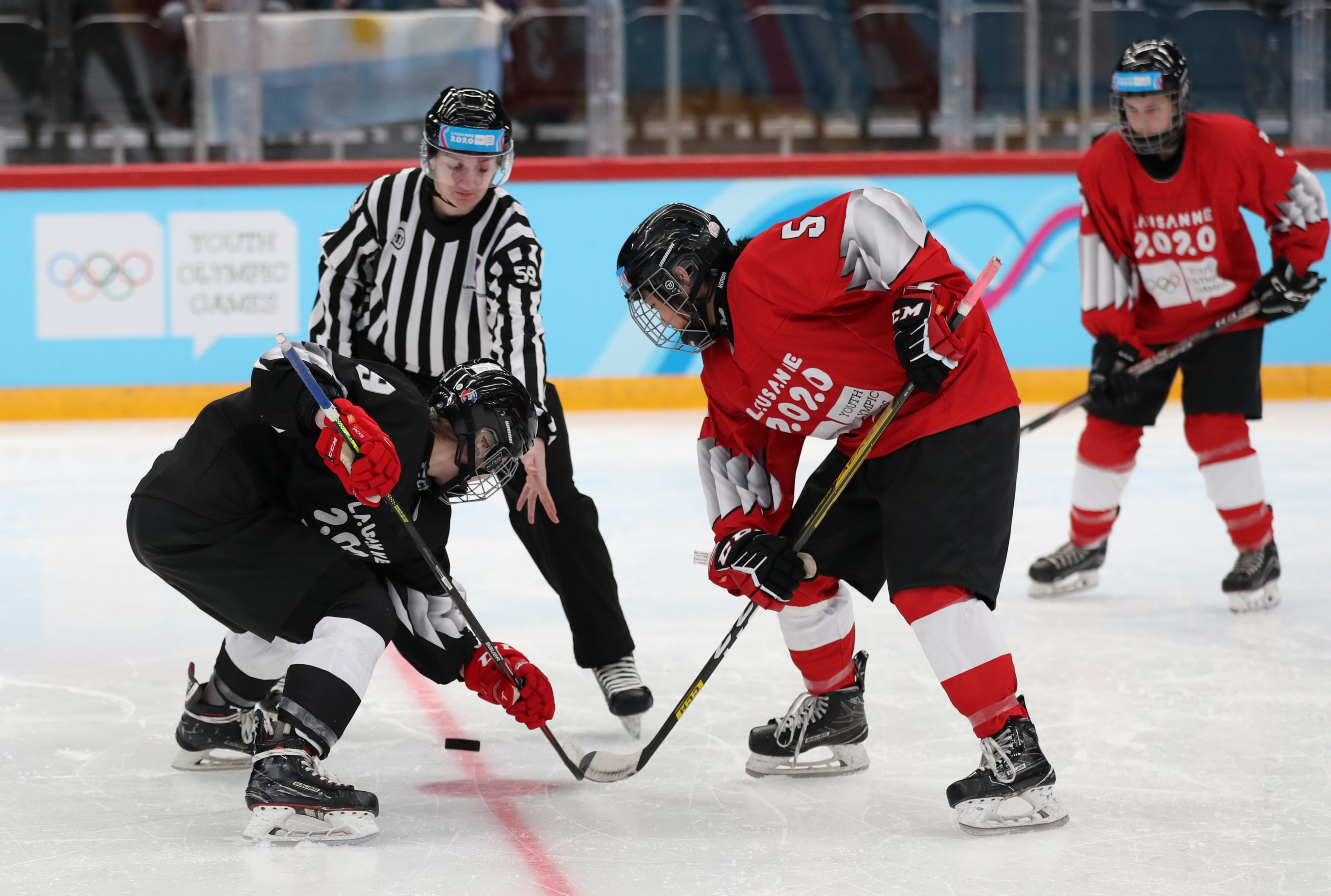
Drużyna Czarna, Drużyna Czerwona
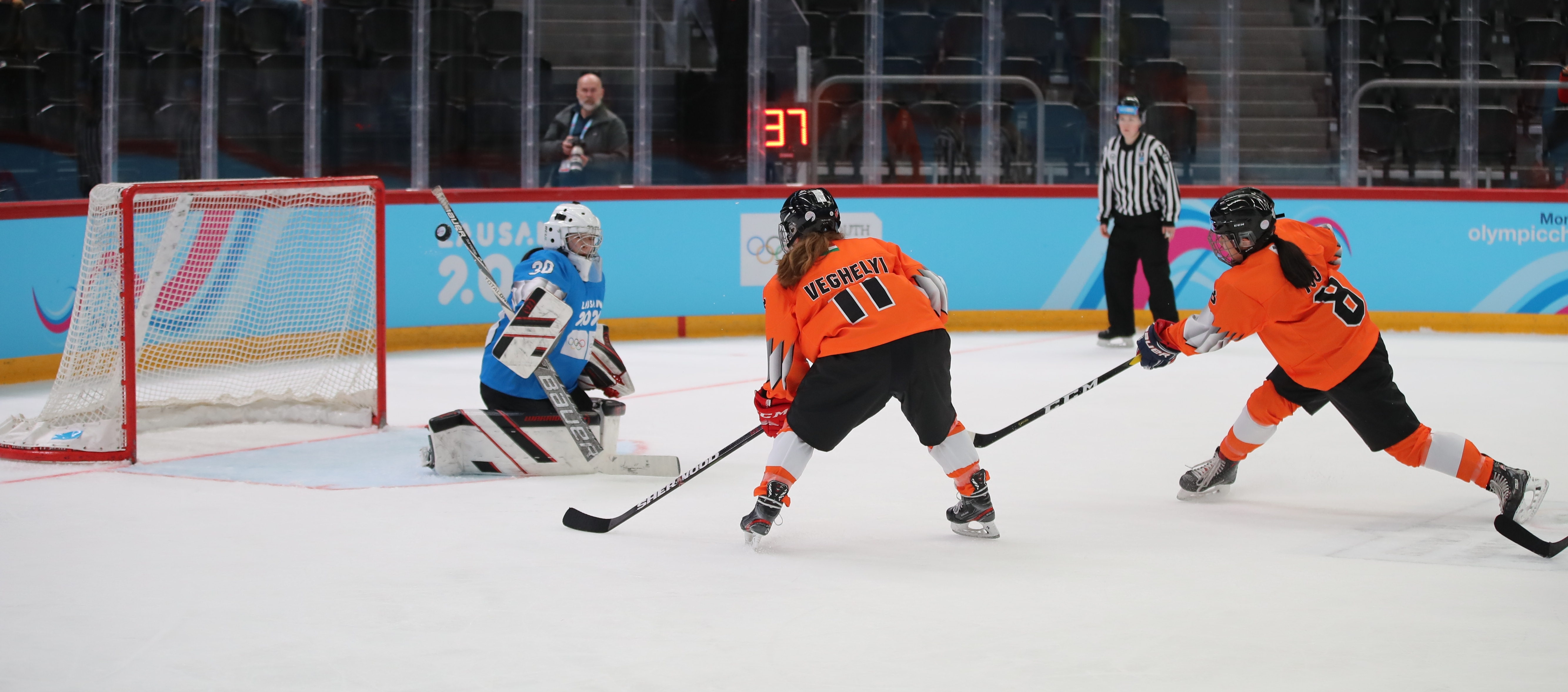
Drużyna Niebieska, Drużyna Pomarańczowa
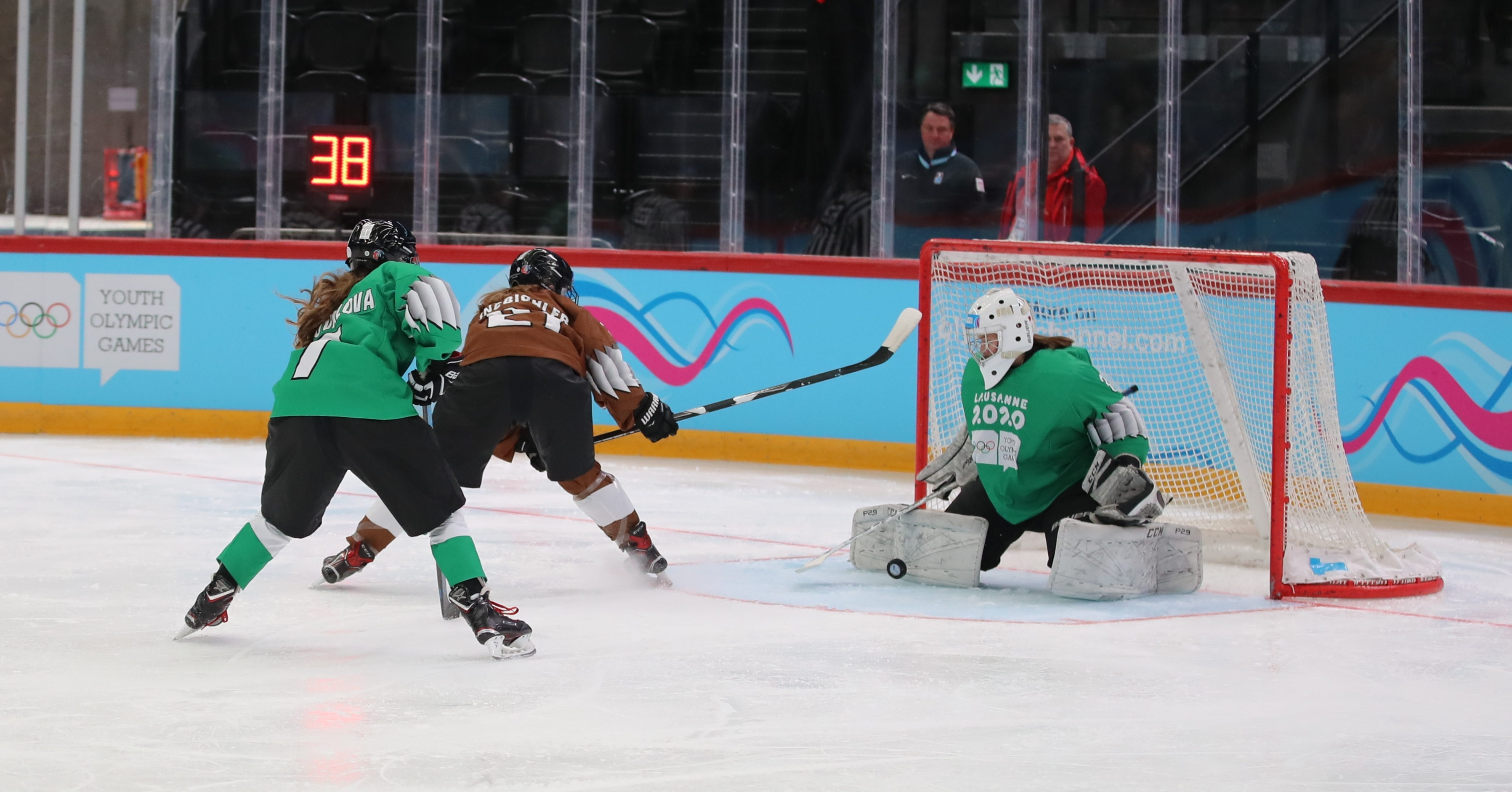
Drużyna Zielona, Drużyna Brązowa
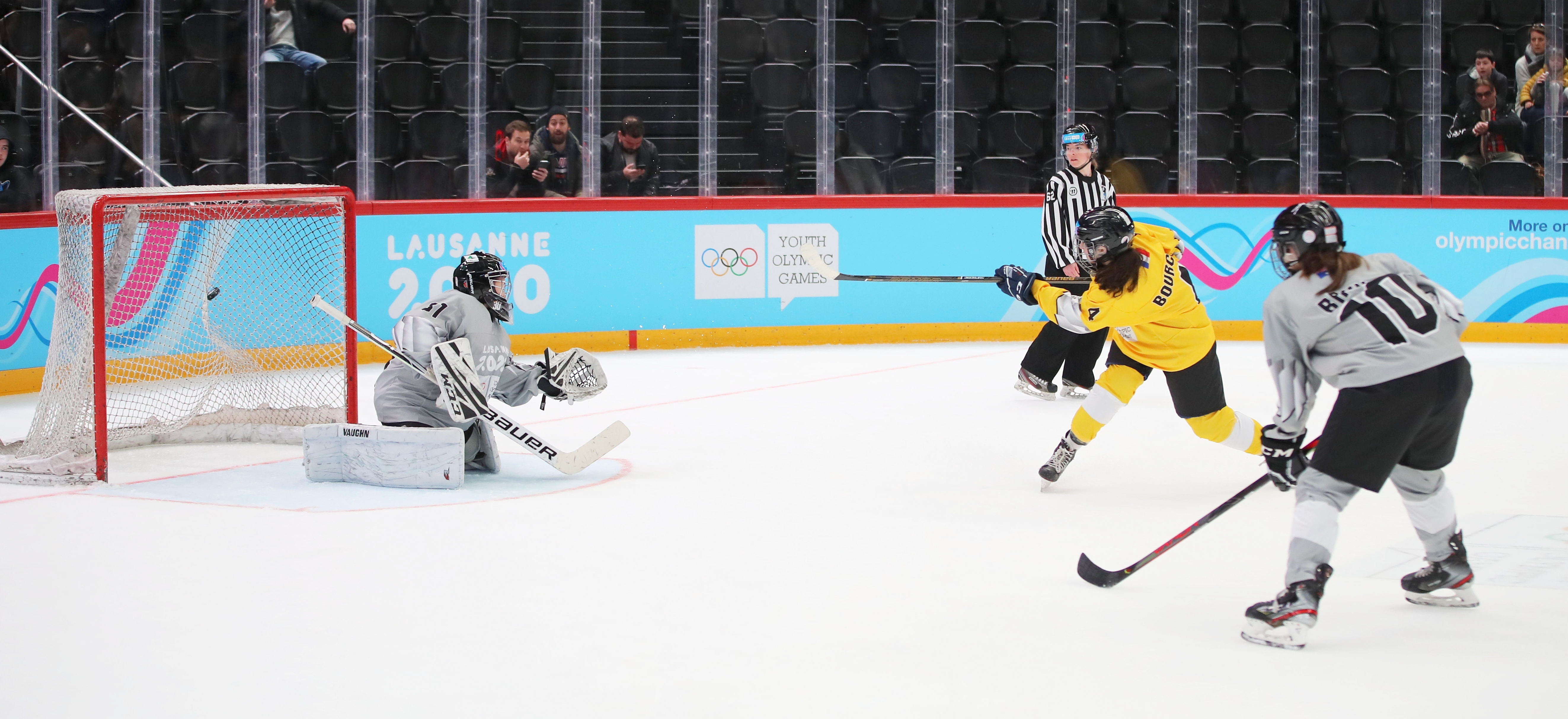
Drużyna Żółta, Drużyna Szara

## Faza pucharowa
Półfinały
| 14 stycznia 2020 | Drużyna Czarna | 11:7 | Drużyna Brązowa | Vaudoise Aréna, Lozanna |

| Szczegóły      | Szczegóły   | Szczegóły       | Szczegóły  | Szczegóły                                    |
| -------------- | ----------- | --------------- | ---------- | -------------------------------------------- |
| Godzina: 12:00 |             | (3:5, 6:1, 2:1) |            | Sędzia główny: Cianna Lieffers Hollie Neenan |
| Godzina: 12:00 | 10 min. kar |                 | 6 min. kar | Sędzia główny: Cianna Lieffers Hollie Neenan |

| 14 stycznia 2020 | Drużyna Niebieska | 5:7 | Drużyna Żółta | Vaudoise Aréna, Lozanna |

| Szczegóły      | Szczegóły  | Szczegóły       | Szczegóły  | Szczegóły                                  |
| -------------- | ---------- | --------------- | ---------- | ------------------------------------------ |
| Godzina: 13:30 |            | (0:2, 2:3, 3:2) |            | Sędzia główny: Melissa Doyle Hanna Persson |
| Godzina: 13:30 | 4 min. kar |                 | 6 min. kar | Sędzia główny: Melissa Doyle Hanna Persson |

Mecz o trzecie miejsce
| 15 stycznia 2020 | Drużyna Niebieska | 6:4 | Drużyna Brązowa | Vaudoise Aréna, Lozanna |

| Szczegóły      | Szczegóły  | Szczegóły       | Szczegóły  | Szczegóły                                      |
| -------------- | ---------- | --------------- | ---------- | ---------------------------------------------- |
| Godzina: 12:00 |            | (4:0, 2:1, 0:3) |            | Sędzia główny: Jessica Chartrand Hollie Neenan |
| Godzina: 12:00 | 4 min. kar |                 | 8 min. kar | Sędzia główny: Jessica Chartrand Hollie Neenan |

Finał
| 15 stycznia 2020 | Drużyna Czarna | 1:6 | Drużyna Żółta | Vaudoise Aréna, Lozanna |

| Szczegóły      | Szczegóły  | Szczegóły       | Szczegóły  | Szczegóły                                    |
| -------------- | ---------- | --------------- | ---------- | -------------------------------------------- |
| Godzina: 13:30 |            | (1:1, 0:4, 0:1) |            | Sędzia główny: Melissa Doyle Cianna Lieffers |
| Godzina: 13:30 | 6 min. kar |                 | 8 min. kar | Sędzia główny: Melissa Doyle Cianna Lieffers |

Ostateczna kolejność
| Lp.   | Drużyna              |
| ----- | -------------------- |
| złoto | Drużyna Żółta        |
|       | Drużyna Czarna       |
|       | Drużyna Niebieska    |
| 4     | Drużyna Brązowa      |
| 5     | Drużyna Zielona      |
| 6     | Drużyna Szara        |
| 7     | Drużyna Czerwona     |
| 8     | Drużyna Pomarańczowa |